# 深野健司
深野 健司（ふかの けんじ、11月9日 - ）は、ラジオ福島 (rfc) のアナウンサー。身長186cm

## 人物
東京都出身。1995年4月にラジオ福島に入社。
2011年3月11日、当時普天間かおりと担当していた『かっとびワイド』の生放送中に東日本大震災に遭遇。災害放送に切り替え、リスナーに津波からの避難を呼びかけた。以来、震災での教訓を未来に伝え続け、再び災害が起きた際の被害者を可能な限りなくしていくことに取り組んでいる。

## 担当番組
- 情報エリアFlash4[5]
- 突撃噂のバスガイド[5]
- かめのふっきん[5]
- フェロえもん[5]
- かっとびワイド - 「天下泰平お昼でゴザル」→「健司のふれんどラジオ」→「けんじとかおりのふれんどらじお」→「なすけんパーティー」パーソナリティ
- イブニングパートナー[5]
- ラジオいっぷく堂 ふるさとウォッチング[5]
- 昼の希望音楽会 - 水曜パーソナリティ
- いい人生にいいお酒[5]
- お母さん教室〜母さんの気軽なおしゃべり 良い香りをあなたに[5]
- 福島競馬中継[5]
- 報道[5]
- あぶくま水辺のアルバム[6]
- 朝から全開!
- レディ・オン
- Radio de Show ラジオでしょう - 火曜「なすけんパーティー」パーソナリティ
- 好きです歌謡曲[1]

## 主な実況歴
- 福島記念（2020年）